# Jurij Murašov
Jurij Murašov (* 9. Oktober 1952 in Ljubljana) ist ein deutscher Slawist.

## Leben
1957 zog Murašov mit seiner Familie nach Berlin, 1961 nach München. Ab 1972 studierte er Slavistik, Germanistik und Philosophie an der Universität München (1981 Magister Artium). Von 1978 bis 1985 war er wissenschaftlicher Mitarbeiter am „Institut Jugend Film Fernsehen“ in München. Nach der Promotion 1989 in Bielefeld zum Thema „Geschichte der russischen Literaturtheorie“ wurde er 1990 Wissenschaftlicher Mitarbeiter am Funkkolleg „Europäische Literatur der Moderne“. Von 1992 bis 1994 war er Habilitationsstipendiat der Deutschen Forschungsgemeinschaft. Nach der Habilitation 1994 und venia legendi für Slavistik/Literaturwissenschaft war er 1994 Hochschuldozent an der Fakultät Linguistik und Literaturwissenschaft der Universität Bielefeld. 1994/1995–1996 vertrat er die Professur „Ostslavische Literaturen“ am Slawischen Institut der Humboldt-Universität zu Berlin. Danach kehrte er nach Bielefeld zurück. 2001 erhielt er den Lehrstuhl für Slavische Literaturen und Allgemeine Literaturwissenschaft in Konstanz. 2021 wurde er emeritiert.
Seine Forschungsschwerpunkte sind allgemeine Literaturtheorie und Medientheorie und -geschichte der slavischen Literaturen (besonders der russischen und südslavischen Literaturen); Oralität und Literalität; Literatur und technische Medien des 20. Jahrhunderts (Radio, Film, Fernsehen); Untersuchungen zur Medialisierung des Körpers und zu den „symbolisch generalisierten Medien“ Geld, Recht und Liebe.
Aus der ersten Ehe von Murašov gingen zwei Kinder hervor. 2003 zog er mit seiner zweiten Ehefrau, der Germanistin und Hochschullehrerin Mireille Schnyder (* 1963), von Kreuzlingen nach Zürich. Dort leben sie in der Altstadt. Sie haben zwei gemeinsame Kinder.

## Schriften (Auswahl)
- Jenseits der Mimesis. Russische Literaturtheorie im 18. und 19. Jahrhundert von M. V. Lomonosov zu V. G. Belinskij. München 1993, ISBN 3-7705-2842-5.
- Im Zeichen des Dionysos. Zur Mythopoetik in der russischen Moderne am Beispiel von Vjačeslav Ivanov. München 1999, ISBN 3-7705-3340-2.
- als Herausgeber mit Tomaš Liptak: Schrift und Macht. Zur sowjetischen Literatur der 1920er und 30er Jahre. Wien 2012, ISBN 978-3-412-20402-0.
- Das unheimliche Auge der Schrift. Mediologische Analysen zu Literatur, Film und Kunst in Russland. Paderborn 2016, ISBN 3-7705-6088-4.